# Liste des titres musicaux numéro un au Royaume-Uni en 1973
Cette page liste les titres classés no 1 des ventes de disques au Royaume-Uni pour l'année 1973 selon The Official Charts Company.
Les classements hebdomadaires sont issus des UK Singles Chart et UK Albums Chart.

## Classement des singles
| №  | Date         | Artiste                      | Titre                                      | Référence |
| -- | ------------ | ---------------------------- | ------------------------------------------ | --------- |
| 1  | 7 janvier    | Little Jimmy Osmond (en)     | Long Haired Lover from Liverpool           |           |
| 2  | 14 janvier   | Little Jimmy Osmond (en)     | Long Haired Lover from Liverpool           |           |
| 3  | 21 janvier   | The Sweet                    | Blockbuster                                |           |
| 4  | 28 janvier   | The Sweet                    | Blockbuster                                |           |
| 5  | 4 février    | The Sweet                    | Blockbuster                                |           |
| 6  | 11 février   | The Sweet                    | Blockbuster                                |           |
| 7  | 18 février   | The Sweet                    | Blockbuster                                |           |
| 8  | 25 février   | Slade                        | Cum On Feel the Noize                      |           |
| 9  | 4 mars       | Slade                        | Cum On Feel the Noize                      |           |
| 10 | 11 mars      | Slade                        | Cum On Feel the Noize                      |           |
| 11 | 18 mars      | Slade                        | Cum On Feel the Noize                      |           |
| 12 | 25 mars      | Donny Osmond                 | The Twelfth of Never                       |           |
| 13 | 1er avril    | Gilbert O'Sullivan           | Get Down                                   |           |
| 14 | 8 avril      | Gilbert O'Sullivan           | Get Down                                   |           |
| 15 | 15 avril     | Dawn feat. Tony Orlando (en) | Tie a Yellow Ribbon Round the Ole Oak Tree |           |
| 16 | 22 avril     | Dawn feat. Tony Orlando (en) | Tie a Yellow Ribbon Round the Ole Oak Tree |           |
| 17 | 29 avril     | Dawn feat. Tony Orlando (en) | Tie a Yellow Ribbon Round the Ole Oak Tree |           |
| 18 | 6 mai        | Dawn feat. Tony Orlando (en) | Tie a Yellow Ribbon Round the Ole Oak Tree |           |
| 19 | 13 mai       | Wizzard                      | See My Baby Jive                           |           |
| 20 | 20 mai       | Wizzard                      | See My Baby Jive                           |           |
| 21 | 27 mai       | Wizzard                      | See My Baby Jive                           |           |
| 22 | 3 juin       | Wizzard                      | See My Baby Jive                           |           |
| 23 | 10 juin      | Suzi Quatro                  | Can the Can                                |           |
| 24 | 17 juin      | 10cc                         | Rubber Bullets                             |           |
| 25 | 24 juin      | Slade                        | Skweeze Me, Pleeze Me                      |           |
| 26 | 1er juillet  | Slade                        | Skweeze Me, Pleeze Me                      |           |
| 27 | 8 juillet    | Slade                        | Skweeze Me, Pleeze Me                      |           |
| 28 | 15 juillet   | Peters and Lee               | Welcome Home                               |           |
| 29 | 22 juillet   | Gary Glitter                 | I'm the Leader of the Gang (I Am)          |           |
| 30 | 29 juillet   | Gary Glitter                 | I'm the Leader of the Gang (I Am)          |           |
| 31 | 5 août       | Gary Glitter                 | I'm the Leader of the Gang (I Am)          |           |
| 32 | 12 août      | Gary Glitter                 | I'm the Leader of the Gang (I Am)          |           |
| 33 | 19 août      | Donny Osmond                 | Young Love                                 |           |
| 34 | 26 août      | Donny Osmond                 | Young Love                                 |           |
| 35 | 2 septembre  | Donny Osmond                 | Young Love                                 |           |
| 36 | 9 septembre  | Donny Osmond                 | Young Love                                 |           |
| 37 | 16 septembre | Wizzard                      | Angel Fingers (A Teen Ballad)              |           |
| 38 | 23 septembre | Simon Park Orchestra (en)    | Eye Level                                  |           |
| 39 | 30 septembre | Simon Park Orchestra (en)    | Eye Level                                  |           |
| 40 | 7 octobre    | Simon Park Orchestra (en)    | Eye Level                                  |           |
| 41 | 14 octobre   | Simon Park Orchestra (en)    | Eye Level                                  |           |
| 42 | 21 octobre   | David Cassidy                | Daydreamer / The Puppy Song                |           |
| 43 | 28 octobre   | David Cassidy                | Daydreamer / The Puppy Song                |           |
| 44 | 4 novembre   | David Cassidy                | Daydreamer / The Puppy Song                |           |
| 45 | 11 novembre  | Gary Glitter                 | I Love You Love Me Love                    |           |
| 46 | 18 novembre  | Gary Glitter                 | I Love You Love Me Love                    |           |
| 47 | 25 novembre  | Gary Glitter                 | I Love You Love Me Love                    |           |
| 48 | 2 décembre   | Gary Glitter                 | I Love You Love Me Love                    |           |
| 49 | 9 décembre   | Slade                        | Merry Xmas Everybody                       |           |
| 50 | 16 décembre  | Slade                        | Merry Xmas Everybody                       |           |
| 51 | 23 décembre  | Slade                        | Merry Xmas Everybody                       |           |
| 52 | 30 décembre  | Slade                        | Merry Xmas Everybody                       |           |

## Classement des albums
| №  | Date         | Artiste            | Titre                                        | Référence |
| -- | ------------ | ------------------ | -------------------------------------------- | --------- |
| 1  | 7 janvier    | Slade              | Slayed?                                      |           |
| 2  | 14 janvier   | Gilbert O'Sullivan | Back to Front                                |           |
| 3  | 21 janvier   | Slade              | Slayed?                                      |           |
| 4  | 28 janvier   | Slade              | Slayed?                                      |           |
| 5  | 4 février    | Elton John         | Don't Shoot Me I'm Only the Piano Player     |           |
| 6  | 11 février   | Elton John         | Don't Shoot Me I'm Only the Piano Player     |           |
| 7  | 18 février   | Elton John         | Don't Shoot Me I'm Only the Piano Player     |           |
| 8  | 25 février   | Elton John         | Don't Shoot Me I'm Only the Piano Player     |           |
| 9  | 4 mars       | Elton John         | Don't Shoot Me I'm Only the Piano Player     |           |
| 10 | 11 mars      | Elton John         | Don't Shoot Me I'm Only the Piano Player     |           |
| 11 | 18 mars      | Alice Cooper       | Billion Dollar Babies                        |           |
| 12 | 25 mars      | Compilation        | 20 Flashback Greats of the Sixties           |           |
| 13 | 1er avril    | Compilation        | 20 Flashback Greats of the Sixties           |           |
| 14 | 8 avril      | Led Zeppelin       | Houses of the Holy                           |           |
| 15 | 15 avril     | Led Zeppelin       | Houses of the Holy                           |           |
| 16 | 22 avril     | Faces              | Ooh La La                                    |           |
| 17 | 29 avril     | David Bowie        | Aladdin Sane                                 |           |
| 18 | 6 mai        | David Bowie        | Aladdin Sane                                 |           |
| 19 | 13 mai       | David Bowie        | Aladdin Sane                                 |           |
| 20 | 20 mai       | David Bowie        | Aladdin Sane                                 |           |
| 21 | 27 mai       | David Bowie        | Aladdin Sane                                 |           |
| 22 | 3 juin       | Compilation        | Pure Gold                                    |           |
| 23 | 10 juin      | Compilation        | Pure Gold                                    |           |
| 24 | 17 juin      | Compilation        | Pure Gold                                    |           |
| 25 | 24 juin      | Divers artistes    | That'll Be the Day (bande originale du film) |           |
| 26 | 1er juillet  | Divers artistes    | That'll Be the Day (bande originale du film) |           |
| 27 | 8 juillet    | Divers artistes    | That'll Be the Day (bande originale du film) |           |
| 28 | 15 juillet   | Divers artistes    | That'll Be the Day (bande originale du film) |           |
| 29 | 22 juillet   | Divers artistes    | That'll Be the Day (bande originale du film) |           |
| 30 | 29 juillet   | Divers artistes    | That'll Be the Day (bande originale du film) |           |
| 31 | 5 août       | Divers artistes    | That'll Be the Day (bande originale du film) |           |
| 32 | 12 août      | Peters and Lee     | We Can Make It                               |           |
| 33 | 19 août      | Peters and Lee     | We Can Make It                               |           |
| 34 | 26 août      | Rod Stewart        | Sing It Again Rod (en)                       |           |
| 35 | 2 septembre  | Rod Stewart        | Sing It Again Rod (en)                       |           |
| 36 | 9 septembre  | Rod Stewart        | Sing It Again Rod (en)                       |           |
| 37 | 16 septembre | Rolling Stones     | Goats Head Soup                              |           |
| 38 | 23 septembre | Rolling Stones     | Goats Head Soup                              |           |
| 39 | 30 septembre | Slade              | Sladest                                      |           |
| 40 | 7 octobre    | Slade              | Sladest                                      |           |
| 41 | 14 octobre   | Slade              | Sladest                                      |           |
| 42 | 21 octobre   | Status Quo         | Hello!                                       |           |
| 43 | 28 octobre   | David Bowie        | Pin Ups                                      |           |
| 44 | 4 novembre   | David Bowie        | Pin Ups                                      |           |
| 45 | 11 novembre  | David Bowie        | Pin Ups                                      |           |
| 46 | 18 novembre  | David Bowie        | Pin Ups                                      |           |
| 47 | 25 novembre  | David Bowie        | Pin Ups                                      |           |
| 48 | 2 décembre   | Roxy Music         | Stranded                                     |           |
| 49 | 9 décembre   | David Cassidy      | Dreams Are Nuthin' More Than Wishes          |           |
| 50 | 16 décembre  | Elton John         | Goodbye Yellow Brick Road                    |           |
| 51 | 23 décembre  | Elton John         | Goodbye Yellow Brick Road                    |           |
| 52 | 30 décembre  | Yes                | Tales from Topographic Oceans                |           |

## Meilleures ventes de l'année
| Singles | Albums |
| --- | --- |
| 1. Dawn feat. Tony Orlando – Tie a Yellow Ribbon Round the Ole Oak Tree 2. Simon Park Orchestra - Eye Level 3. Peters and Lee – Welcome Home 4. The Sweet - Blockbuster 5. Slade - Cum On Feel the Noize 6. Gary Glitter - I Love You Love Me Love 7. Wizzard - See My Baby Jive 8. Gary Glitter - I'm the Leader of the Gang (I Am) 9. Donny Osmond - The Twelfth of Never 10. David Cassidy - Daydreamer / The Puppy Song | 1. Elton John – Don't Shoot Me I'm Only the Piano Player 2. David Bowie - Aladdin Sane 3. Simon and Garfunkel - Simon and Garfunkel's Greatest Hits 4. Peters and Lee - We Can Make It 5. The Beatles - The Beatles 1967-1970 6. Pink Floyd - The Dark Side of the Moon 7. Gilbert O'Sullivan - Back to Front 8. David Bowie - Hunky Dory 9. The Beatles - The Beatles 1962-1966 10. Perry Como - And I Love You So |